# Eto ne ljubov'...
Eto ne ljubov'... (in russo Это не любовь...?) è il terzo album in studio del gruppo rock sovietico Kino.

## Tracce
Testi e musiche di Viktor Coj.
1. Eto ne ljubov'... (Это не любовь...) – 3:28
2. Vesna (Весна) – 2:00
3. Uchodi (Уходи) – 4:36
4. Gorod (Город) – 3:44
5. Eto — ljubov' (Это — любовь) – 3:32
6. Rjadom so mnoj (Рядом со мной) – 3:51
7. Ja ob"javljaju svoj dom (Я объявляю свой дом) – 2:22
8. Saša (Саша) – 3:16
9. Ver' mne (Верь мне) – 5:33
10. Deti prochodnych dvorov (Дети проходных дворов) – 1:46
11. Muzyka voln (Музыка волн) – 4:10

Durata totale: 38:18

## Formazione
- Viktor Coj - voce, chitarra
- Jurij Kasparjan - chitarra
- Aleksandr Titov - basso elettrico
- Aleksej Višnja - percussioni